# Пастуро
Пастуро (итал. Pasturo) је насеље у Италији у округу Леко, региону Ломбардија.
Према процени из 2011. у насељу је живело 1911 становника. Насеље се налази на надморској висини од 614 м.

## Становништво
Према резултатима пописа становништва 2011. у општини је живело 1.961 становника.
| 1931. | 1936. | 1951. | 1961. | 1971. | 1981. | 1991. | 2001. | 2011. |
| ----- | ----- | ----- | ----- | ----- | ----- | ----- | ----- | ----- |
| 1.251 | 1.273 | 1.223 | 1.211 | 1.301 | 1.435 | 1.498 | 1.756 | 1.961 |